# Cantone di Lapoutroie
Il Cantone di Lapoutroie era un cantone francese dell'arrondissement di Ribeauvillé.
A seguito della riforma approvata con decreto del 21 febbraio 2014, che ha avuto attuazione dopo le elezioni dipartimentali del 2015, è stato soppresso.

## Composizione
Comprendeva i comuni di
- Le Bonhomme
- Fréland
- Labaroche
- Lapoutroie
- Orbey